# Natalie Geisenberger
Natalie Geisenberger (Monaco di Baviera, 5 febbraio 1988) è un'ex slittinista tedesca, considerata la più grande atleta nella storia della disciplina, vincitrice di quattro medaglie olimpiche nel singolo: di bronzo a Vancouver 2010 e d'oro a Soči 2014, a Pyeongchang 2018 ed a Pechino 2022 e di altre tre d'oro nelle prove a squadre sempre nel 2014, nel 2018 e nel 2022; di nove titoli iridati, dei quali quattro nel singolo, e di otto trofei di Coppa del Mondo, con 48 vittorie di tappa sempre nel singolo, oltre a 4 nella specialità sprint.

## Biografia
Natalie Geisenberger ha iniziato a gareggiare per la nazionale tedesca nelle varie categorie giovanili nella specialità del singolo, ottenendo una vittoria nella classifica finale della Coppa del Mondo giovani nel singolo ed altri tre trionfi in quella juniores, sempre nel singolo. Ha inoltre conquistato sette medaglie, delle quali sei d'oro, ai campionati mondiali juniores.

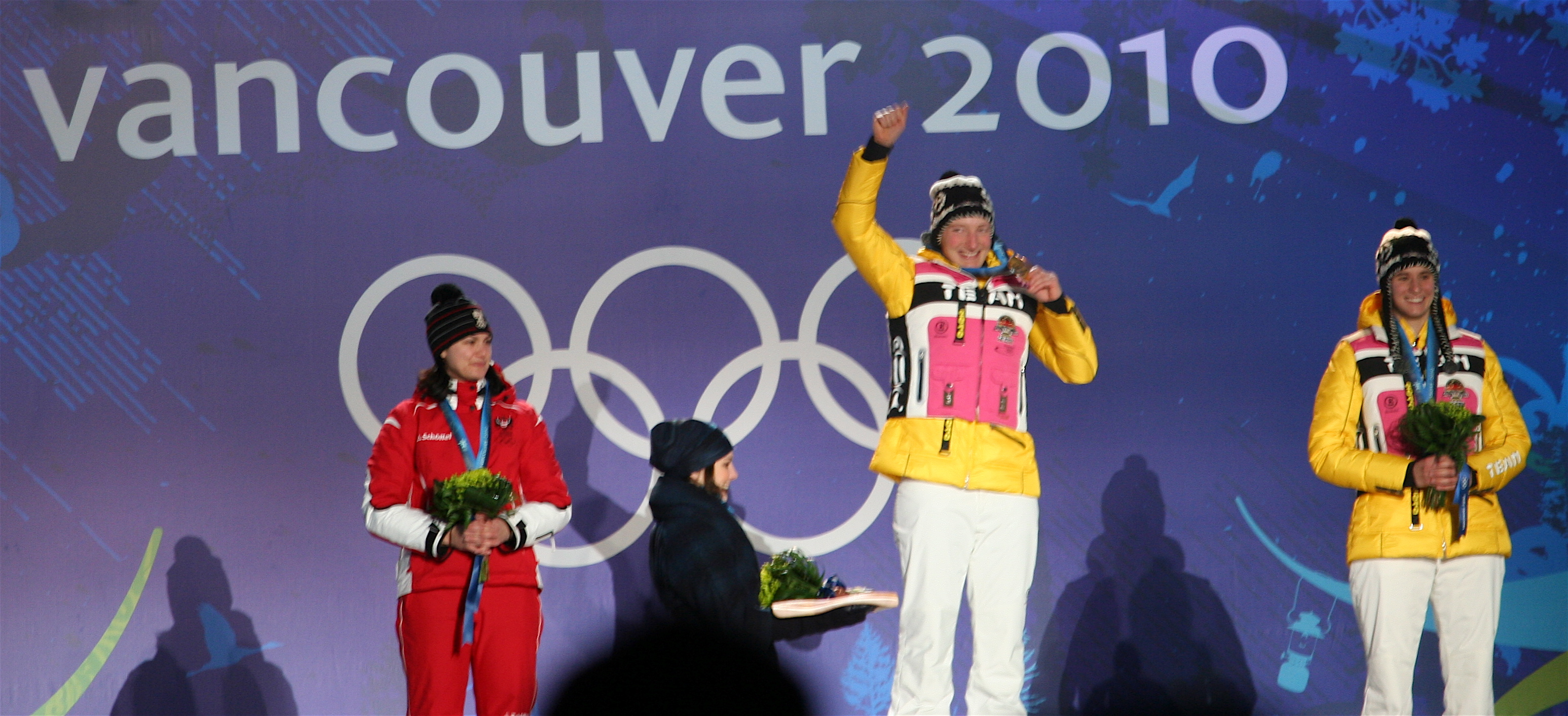
Natalie Geisenberger (a destra), medaglia di bronzo nel singolo ai Giochi di

A livello assoluto ha esordito in Coppa del Mondo nella stagione 2006/07, conquistando il primo podio il 21 gennaio 2007, proprio nella sua gara di debutto nel circuito di Coppa, nel singolo a Altenberg (2ª) e la prima vittoria il 14 dicembre 2008 sempre nel singolo a Winterberg. Il 25 novembre 2017, ancora sulla pista di Winterberg, ottenne la sua trentottesima vittoria in gare individuali, divenendo così l'atleta più vincente di sempre nella specialità, sopravanzando le connazionali Sylke Otto e Tatjana Hüfner, allora entrambe a quota trentasette affermazioni in prove di Coppa. Ha conquistato la Sfera di cristallo generale nella specialità del singolo per otto stagioni, di cui sette consecutivamente dal 2012/13 al 2018/19, più quella del 2020/21 vinta dopo un anno di assenza dalle gare dovuto alla maternità; nelle edizioni del 2014/15, del 2016/17, del 2017/18 e del 2018/19 ha ottenuto inoltre il trofeo nel singolo sprint, mentre nel 2020/21 ha fatto suo anche il neonato trofeo dell'individuale femminile (costituito dalle sole gare "classiche" senza quelle sprint).

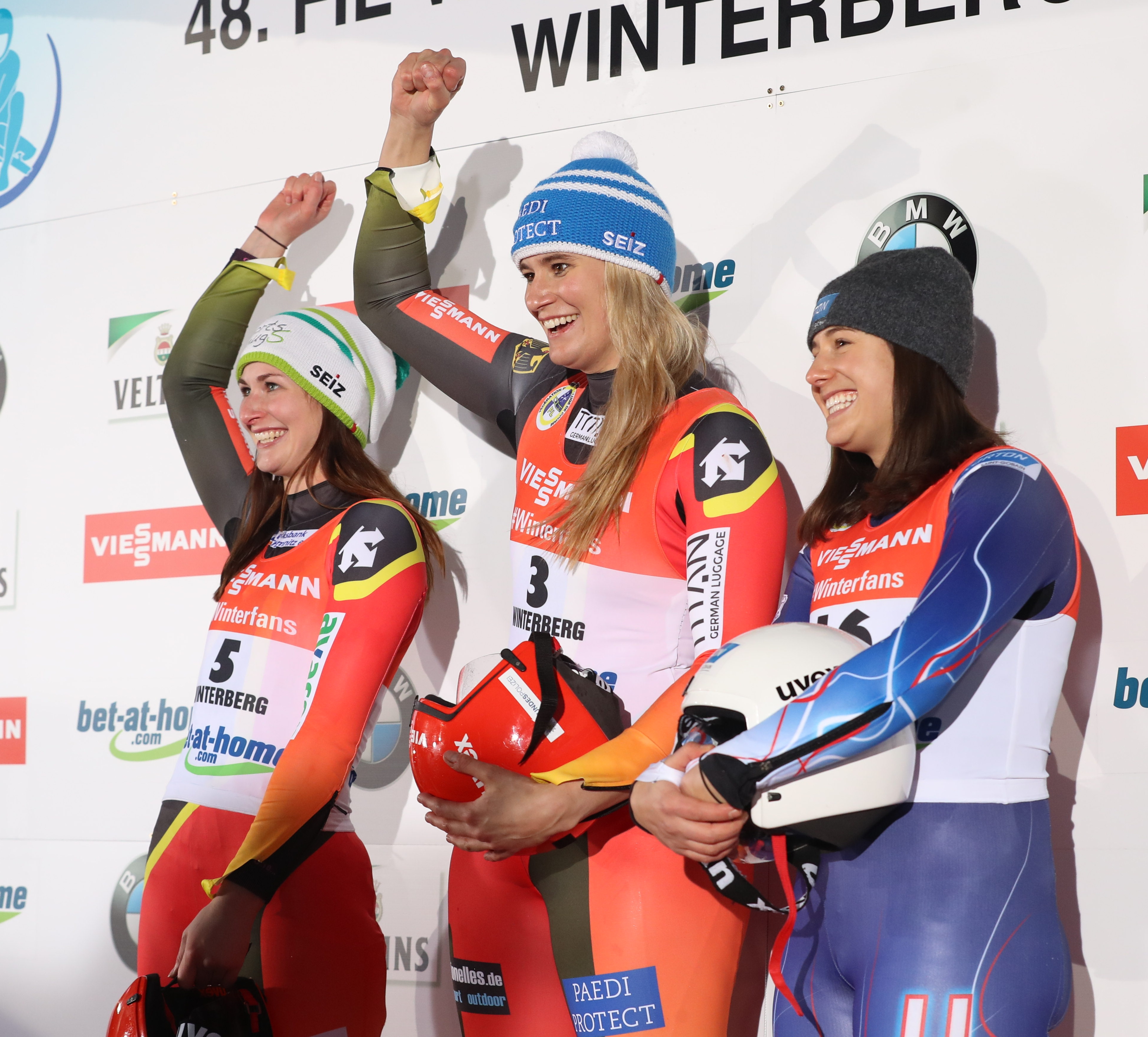
Natalie Geisenberger (al centro) sul podio dei campionati mondiali di Winterberg 2019, dove vinse il suo quarto titolo mondiale nel singolo

Ha partecipato a quattro edizioni dei Giochi olimpici invernali: a Vancouver 2010 ha conquistato la medaglia di bronzo nel singolo, a Soči 2014 ha vinto la medaglia d'oro sia nella prova individuale sia nella gara a squadre, a Pyeongchang 2018 ha bissato il successo in entrambe le specialità ed a Pechino 2022 ha conquistato per la terza volta consecutiva i titoli olimpici nel singolo e nella staffetta.
Ha preso parte altresì a undici edizioni dei campionati mondiali conquistando un totale di sedici medaglie, delle quali nove d'oro: quattro nel singolo, una nel singolo sprint e quattro nella gara a squadre. Nel dettaglio i suoi risultati nelle prove iridate sono stati, nel singolo: quarta a Igls 2007, medaglia d'argento a Oberhof 2008, medaglia d'argento a Lake Placid 2009, medaglia d'argento a Cesana Torinese 2011, medaglia di bronzo a Altenberg 2012, medaglia d'oro a Whistler 2013, medaglia d'oro a Sigulda 2015, medaglia d'oro a Schönau am Königssee 2016, sesta a Igls 2017, medaglia d'oro a Winterberg 2019 e medaglia d'argento a Schönau am Königssee 2021; nel singolo sprint: medaglia d'argento a Schönau am Königssee 2016, quindicesima a Igls 2017, medaglia d'oro a Winterberg 2019 e quarta a Schönau am Königssee 2021; nelle prove a squadre: medaglia d'oro a Lake Placid 2009, medaglia d'oro a Whistler 2013, medaglia d'oro a Sigulda 2015, medaglia d'oro a Schönau am Königssee 2016, medaglia di bronzo a Winterberg 2019. Nell'edizione di Cesana Torinese 2011 ha conseguito inoltre la medaglia d'oro nel singolo nella speciale classifica riservata agli under 23.
Nelle rassegne continentali ha conquistato dodici medaglie, di cui sei d'oro: quattro nel singolo, a Cesana Torinese 2008, a Oberhof 2013, a Schönau am Königssee 2017 e a Oberhof 2019 e altri due nelle gare a squadre; completando il suo palmarès continentale altri cinque argenti, di cui tre nel singolo, e un bronzo nelle gare a squadre.
Ha inoltre vinto sei titoli nazionali nel singolo e cinque nella staffetta.

## Palmarès

### Olimpiadi
- 7 medaglie:
  - 6 ori (singolo, gara a squadre a Soči 2014, singolo, gara a squadre a Pyeongchang 2018, singolo, gara a squadre a Pechino 2022);
  - 1 bronzo (singolo a Vancouver 2010).

### Mondiali
- 16 medaglie:
  - 9 ori (gara a squadre a Lake Placid 2009, singolo, gara a squadre a Whistler 2013; singolo, gara a squadre a Sigulda 2015; singolo, gara a squadre a Schönau am Königssee 2016; singolo, singolo sprint a Winterberg 2019);
  - 5 argenti (singolo a Oberhof 2008; singolo a Lake Placid 2009; singolo a Cesana Torinese 2011; singolo sprint a Schönau am Königssee 2016; singolo a Schönau am Königssee 2021);
  - 2 bronzi (singolo a Altenberg 2012; gara a squadre a Winterberg 2019).

### Europei
- 14 medaglie:
  - 7 ori (singolo a Cesana Torinese 2008; singolo, gara a squadre a Oberhof 2013; singolo, gara a squadre a Schönau am Königssee 2017; singolo a Oberhof 2019; singolo a Sankt Moritz 2022);
  - 6 argenti (singolo a Soči 2015; singolo, gara a squadre a Sigulda 2018; gara a squadre a Oberhof 2019; singolo a Sigulda 2021; gara a squadre a Sankt Moritz 2022).
  - 1 bronzo (gara a squadre a Sigulda 2021).

### Mondiali under 23
- 1 medaglia:
  - 1 oro (singolo a Cesana Torinese 2011).

### Mondiali juniores
- 7 medaglie:
  - 6 ori (singolo, gara a squadre a Calgary 2004; gara a squadre a Winterberg 2005; singolo a Altenberg 2006; singolo, gara a squadre a Cesana Torinese 2007);
  - 1 argento (singolo a Winterberg 2005).

### Coppa del Mondo
- Vincitrice della Coppa del Mondo generale del singolo nel 2012/13, nel 2013/14, nel 2014/15, nel 2015/16, nel 2016/17, nel 2017/18, nel 2018/19 e nel 2020/21.
- Vincitrice della Coppa del Mondo di specialità nel singolo nel 2020/21.
- Vincitrice della Coppa del Mondo di specialità nel singolo sprint nel 2014/15, nel 2016/17, nel 2017/18 e nel 2018/19.
- 152 podi (102 nel singolo, 16 nel singolo sprint, 34 nella gara a squadre):
  - 75 vittorie (48 nel singolo, 4 nel singolo sprint, 23 nella gara a squadre);
  - 56 secondi posti (44 nel singolo, 5 nel singolo sprint, 7 nella gara a squadre);
  - 21 terzi posti (10 nel singolo, 7 nel singolo sprint, 4 nella gara a squadre).

#### Coppa del Mondo - vittorie
| Data             | Luogo                | Paese         | Disciplina                                                       |
| ---------------- | -------------------- | ------------- | ---------------------------------------------------------------- |
| 14 dicembre 2008 | Winterberg           | Germania      | Singolo                                                          |
| 18 gennaio 2009  | Oberhof              | Germania      | Gara a squadre con Jan Eichhorn, Tobias Wendl e Tobias Arlt      |
| 25 gennaio 2009  | Altenberg            | Germania      | Singolo                                                          |
| 23 gennaio 2009  | Altenberg            | Germania      | Gara a squadre con David Möller, Tobias Wendl e Tobias Arlt      |
| 21 febbraio 2009 | Whistler             | Canada        | Singolo                                                          |
| 28 novembre 2009 | Igls                 | Austria       | Singolo                                                          |
| 10 gennaio 2010  | Winterberg           | Germania      | Singolo                                                          |
| 31 gennaio 2010  | Cesana Torinese      | Italia        | Singolo                                                          |
| 5 gennaio 2011   | Schönau am Königssee | Germania      | Singolo                                                          |
| 6 gennaio 2011   | Schönau am Königssee | Germania      | Gara a squadre con Jan Eichhorn, Tobias Wendl e Tobias Arlt      |
| 10 dicembre 2011 | Whistler             | Canada        | Singolo                                                          |
| 10 dicembre 2011 | Whistler             | Canada        | Gara a squadre con Felix Loch, Ronny Pietrasik e Christian Weise |
| 14 gennaio 2012  | Oberhof              | Germania      | Singolo                                                          |
| 15 gennaio 2012  | Oberhof              | Germania      | Gara a squadre con Felix Loch, Toni Eggert e Sascha Benecken     |
| 19 febbraio 2012 | Sigulda              | Lettonia      | Singolo                                                          |
| 1º dicembre 2012 | Schönau am Königssee | Germania      | Singolo                                                          |
| 8 dicembre 2012  | Altenberg            | Germania      | Singolo                                                          |
| 9 dicembre 2012  | Altenberg            | Germania      | Gara a squadre con Felix Loch, Tobias Wendl e Tobias Arlt        |
| 16 dicembre 2012 | Sigulda              | Lettonia      | Gara a squadre con Felix Loch, Tobias Wendl e Tobias Arlt        |
| 5 gennaio 2013   | Schönau am Königssee | Germania      | Singolo                                                          |
| 6 gennaio 2013   | Schönau am Königssee | Germania      | Gara a squadre con David Möller, Tobias Wendl e Tobias Arlt      |
| 12 gennaio 2013  | Oberhof              | Germania      | Singolo                                                          |
| 20 gennaio 2013  | Winterberg           | Germania      | Singolo                                                          |
| 8 febbraio 2013  | Lake Placid          | Stati Uniti   | Singolo                                                          |
| 9 febbraio 2013  | Lake Placid          | Stati Uniti   | Gara a squadre con Ralf Palik, Tobias Wendl e Tobias Arlt        |
| 16 novembre 2013 | Lillehammer          | Norvegia      | Singolo                                                          |
| 23 novembre 2013 | Igls                 | Austria       | Singolo                                                          |
| 24 novembre 2013 | Igls                 | Austria       | Gara a squadre con Felix Loch, Toni Eggert e Sascha Benecken     |
| 1º dicembre 2013 | Winterberg           | Germania      | Singolo                                                          |
| 7 dicembre 2013  | Whistler             | Canada        | Singolo                                                          |
| 7 dicembre 2013  | Whistler             | Canada        | Gara a squadre con Felix Loch, Tobias Wendl e Tobias Arlt        |
| 13 dicembre 2013 | Park City            | Stati Uniti   | Singolo                                                          |
| 14 dicembre 2013 | Park City            | Stati Uniti   | Gara a squadre con Felix Loch, Tobias Wendl e Tobias Arlt        |
| 4 gennaio 2014   | Schönau am Königssee | Germania      | Singolo                                                          |
| 5 gennaio 2014   | Schönau am Königssee | Germania      | Gara a squadre con Felix Loch, Tobias Wendl e Tobias Arlt        |
| 19 gennaio 2014  | Altenberg            | Germania      | Singolo                                                          |
| 29 novembre 2014 | Igls                 | Austria       | Singolo                                                          |
| 30 novembre 2014 | Igls                 | Austria       | Singolo sprint                                                   |
| 6 dicembre 2014  | Lake Placid          | Stati Uniti   | Singolo                                                          |
| 6 dicembre 2014  | Lake Placid          | Stati Uniti   | Gara a squadre con Felix Loch, Toni Eggert e Sascha Benecken     |
| 12 dicembre 2014 | Calgary              | Canada        | Singolo                                                          |
| 3 gennaio 2015   | Schönau am Königssee | Germania      | Singolo                                                          |
| 4 gennaio 2015   | Schönau am Königssee | Germania      | Gara a squadre con Felix Loch, Tobias Wendl e Tobias Arlt        |
| 18 gennaio 2015  | Oberhof              | Germania      | Singolo                                                          |
| 18 gennaio 2015  | Oberhof              | Germania      | Gara a squadre con Felix Loch, Tobias Wendl e Tobias Arlt        |
| 25 gennaio 2015  | Winterberg           | Germania      | Singolo                                                          |
| 25 gennaio 2015  | Winterberg           | Germania      | Gara a squadre con Felix Loch, Toni Eggert e Sascha Benecken     |
| 22 febbraio 2015 | Altenberg            | Germania      | Singolo                                                          |
| 18 dicembre 2015 | Calgary              | Canada        | Singolo                                                          |
| 17 gennaio 2016  | Oberhof              | Germania      | Singolo sprint                                                   |
| 26 novembre 2016 | Winterberg           | Germania      | Singolo                                                          |
| 5 gennaio 2017   | Schönau am Königssee | Germania      | Singolo                                                          |
| 6 gennaio 2017   | Schönau am Königssee | Germania      | Gara a squadre con Ralf Palik, Tobias Wendl e Tobias Arlt        |
| 14 gennaio 2017  | Sigulda              | Lettonia      | Singolo                                                          |
| 5 febbraio 2017  | Oberhof              | Germania      | Singolo                                                          |
| 5 febbraio 2017  | Oberhof              | Germania      | Gara a squadre con Felix Loch, Tobias Wendl e Tobias Arlt        |
| 19 febbraio 2017 | Pyeongchang          | Corea del Sud | Gara a squadre con Andi Langenhan, Toni Eggert e Sascha Benecken |
| 26 febbraio 2017 | Altenberg            | Germania      | Singolo                                                          |
| 26 febbraio 2017 | Altenberg            | Germania      | Gara a squadre con Felix Loch, Toni Eggert e Sascha Benecken     |
| 18 novembre 2017 | Igls                 | Austria       | Singolo                                                          |
| 18 novembre 2017 | Igls                 | Austria       | Gara a squadre con Felix Loch, Toni Eggert e Sascha Benecken     |
| 25 novembre 2017 | Winterberg           | Germania      | Singolo                                                          |
| 3 dicembre 2017  | Altenberg            | Germania      | Singolo                                                          |
| 3 dicembre 2017  | Altenberg            | Germania      | Gara a squadre con Felix Loch, Toni Eggert e Sascha Benecken     |
| 16 dicembre 2017 | Lake Placid          | Stati Uniti   | Singolo                                                          |
| 6 gennaio 2018   | Schönau am Königssee | Germania      | Singolo                                                          |
| 24 novembre 2018 | Innsbruck            | Austria       | Singolo                                                          |
| 25 novembre 2018 | Innsbruck            | Austria       | Singolo sprint                                                   |
| 1º dicembre 2018 | Whistler             | Canada        | Singolo                                                          |
| 16 dicembre 2018 | Lake Placid          | Stati Uniti   | Singolo sprint                                                   |
| 10 febbraio 2019 | Oberhof              | Germania      | Singolo                                                          |
| 23 febbraio 2019 | Soči                 | Russia        | Singolo                                                          |
| 17 gennaio 2021  | Oberhof              | Germania      | Singolo                                                          |
| 24 gennaio 2021  | Innsbruck            | Austria       | Singolo                                                          |
| 23 gennaio 2022  | Sankt Moritz         | Svizzera      | Singolo                                                          |

### Coppa del Mondo juniores
- Vincitrice della Coppa del Mondo juniores nella specialità del singolo nel 2003/04, nel 2004/05 e nel 2005/06.

### Coppa del Mondo giovani
- Vincitrice della Coppa del Mondo giovanile nella specialità del singolo nel 2002/03.

### Campionati tedeschi
- 16 medaglie:
  - 13 ori (singolo a Oberhof 2008; singolo a Oberhof 2011; gara a squadre a Altenberg 2012; singolo, gara a squadre a Schönau am Königssee 2013; singolo, gara a squadre a Schönau am Königssee 2016; singolo, gara a squadre a Altenberg 2018; singolo, gara a squadre a Winterberg 2019; singolo, gara a squadre a Schönau am Königssee 2021);
  - 3 argenti (singolo a Schönau am Königssee 2009; singolo a Winterberg 2010; singolo a Oberhof 2015).